# Kvirin Vasilj
Kvirin Vasilj (Međugorje, 2. veljače, 1917. – Chicago 6. srpnja 2007.), hrvatski filozof, teolog, svećenik, intelekutalac i franjevac provincije Uznesenja Blažene Djevice Marije. Dugogodišnji je misionar među hrvatskim iseljenicima u SAD-u, tamo je živio u samostanu Sv. Ante u Chicagu, gdje je i umro u 90. godini života, 72. redovništva i 66. svećeništva. Najpoznatiji je kao pisac, napisao je više od dvadeset knjiga, koje su izdane u nakladi ZIRAL. Objavio je više od 450 članaka u raznim revijama i publikacijama, uglavnom u iseljeništvu. U svojim djelima uglavnom se bavio filozofijom duha, filozofijom života, te epistemologijom ili filozofijom spoznaje. Njegova filozofija se naziva filozofija života.

## Životopis
Fra Kvirin je rođen 2. veljače 1917. u Međugorju. Pučku školu pohađao je u Međugorju, a klasičnu gimnaziju na Širokom Brijegu. Ušao je u novicijat na Humcu 3. srpnja 1934. Filozofsko-teološki studij završio je u Mostaru gdje je i zaređen za svećenika 16. lipnja 1940.
Nakon ređenja fra Kvirin je 1941. otišao na postdiplomski studij filozofije i matematike u Zagreb, a zatim 1943. u Beč i Innsbruck. Na sveučilištu u Innsbrucku 1946. doktorirao je filozofiju. Nakon doktorata fra Kvirin četiri godine djeluje kao profesor u Grottamareu u Italiji, a ostatak života i rada provodi u Sjedinjenim Američkim Državama. Uz pastoralne i profesorske dužnosti bio je urednikom Glasnika i Hrvatskog kalendara.

## Zanimljivosti
Komunistička Jugoslavija nije tolerirala na veliko teologiju, religiju, niti bilo kakav oblik filozofije osim ako je to bio marksizam. Što se dobro vidi po izdavanim knjigama kojima su teme uglavnom bile vezane uz: socializam, samoupravljanje, Karla Marxa i kritiku religije, pa i metafizike. Kviri Vasilji tome se odlučno usprostavio pišući iz dijaspore gdje je bila popularna analitička filozofija. Njegova knjiga Marksizam i kršćanstvo jest odgovor ili bolje rečeno polemika s tada cijenjenim filozofom Brankom Bošnjakom koji je pisao knjige protiv kršćanstva.

## Knjige
- Analiza i sinteza čovjeka, (Chicago, 1958.)
- Trinitarne teorije pred sudom razuma, (Chicago, 1960.)
- Trinitarian Theories as Judged by Reason, (Chicago, ZIRAL, 1987.)
- Temelji spoznaje stvarnosti (Profizika transcendentne logike; Naravna teologija ljudskog razuma; Metafizika o čovjeku), (Madrid-Valencija, Drina Press, 1966.)
- Zašto vjerujem? (Madrid, 1968.)
- Odnos naravnoga reda prema nadnaravnome, (Madrid, 1970.)
- Sloboda i odgovornost, (Chicago, ZIRAL, 1972.)
- Marksizam i kršćanstvo, (München-Barcelona, Knjižnica Hrvatske revije, 1976.)
- Filozofija očovječenja i počovječenja, (Duvno, Naša Ognjišta, 1978.)
- Ljepota i umjetnost, (Chicago, ZIRAL, 1979.)
- Tajna počovječenja, (Duvno, Naša Ognjišta, 1981.)
- Misli o religiji, (Chicago, ZIRAL, 1983.)
- Filozofija ljudskog duha (Teorija spoznaje; Filozofija o Bogu), (Chicago, ZIRAL, 1984.)
- Vječni život, (Chicago, ZIRAL, 1987.)
- »Kruh naš svagdanji, daj nam danas«, odlomci iz dnevnika, (Chicago, ZIRAL, 1990.)
- Opstojnost Božja i stvarnost zla, (Chicago, ZIRAL, 1991.)
- Filozofija života, (Zagreb, K. Krešimir, 1997.)
- Religija, prirodne i društvene znanosti, (Mostar, ZIRAL, 1997.)
- Čovjek, njegova veličina i njegova bijeda, (Mostar, ZIRAL, 1998.)
- Razum i religija, (Zagreb, K. Krešimir, 1999.).